# Evangelický kostel (Dobšiná)
Evangelický kostel ve slovenské obci Dobšiná je gotický kostel, který byl 6. května 1963 prohlášen národní kulturní památkou Slovenské republiky. Jedná se o pozdně gotickou stavbu z konce 15. století na půdorysu řeckého kříže. Kostel byl v minulosti mnohokrát přestavován a dnes převládá jeho novogotická podoba. Významu nabyl v roce 2002, kdy byly objeveny původní gotické fresky v interiéru kostela.

## Historie
První písemná zmínka o kostele v Dobšiné pochází z roku 1480. Podle archivních záznamů stála v první polovině 14. století na místě dnešního kostela kaple svatého Valentýna, vedle které byl v roce 1480 postaven pozdně gotický jednolodní kostel. Nálezy pozdně středověkých maleb presbytáře, jejich rozsah a umělecká úroveň jsou dokladem hospodářské prosperity města ve 2. polovině 15. století. Od doby reformace byl tento kostel nepřetržitě v rukou protestantů. V roce 1641 byly obě budovy spojeny v jeden celek a v roce 1727 byl kostel v důsledku nárůstu počtu obyvatel rozšířen o transept a následně spojen se samostatně stojící věží. Velká přestavba kostela proběhla v roce 1891, kdy kostel získal dnešní novogotickou podobu. Po roce 1989 byl kostel restaurován.

## Architektura
Kostel je pozdně gotická architektura, která byla v minulosti výrazně přestavěna. V současné podobě má půdorys řeckého kříže. V roce 2002 byly v presbytáři kostela nalezeny vzácné středověké fresky. Freska umístěná na levé straně triumfálního oblouku dokonce představuje německou světici Hildegardu z Bingenu jejíž uctívání sem přinesli němečtí kolonisté. Jedná se o její jediné vyobrazení na Slovensku. Na pravé straně najdeme významného učence a učitele církve, autora kompletního překladu Bible do latiny, svatého Hieronyma v kardinálském klobouku. Podle legendy je zobrazen, jak vytahuje trn z tlapy zraněného lva, který za ním přišel do kláštera.
V sakristii kostela je umístěna pamětní deska připomínající vpád Turků do Dobšiné, psaná latinsky a staroněmecky. V interiéru zaujmou také barokní obrazy čtyř evangelistů, dvoumanuálové varhany z roku 1876 od vídeňského varhanáře Karla Hesseho. V interiéru se nachází také kamenná křtitelnice, dřevěná kazatelna a dřevěná evangelická empora. Na věži kostela se nacházejí vzácné věžní hodiny a také tři zvony vyrobené po první světové válce.

## Galerie

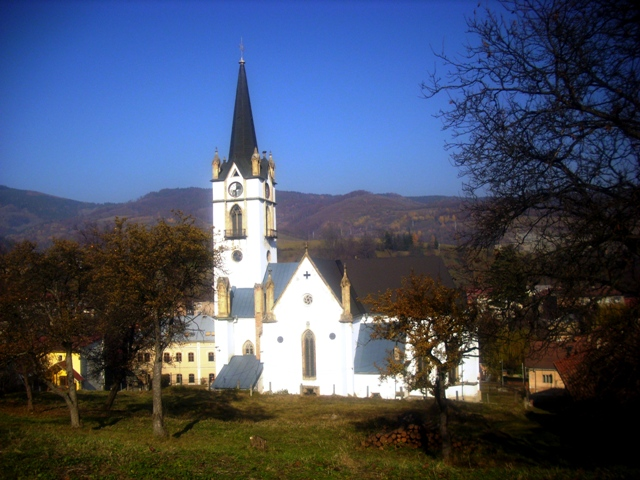
Pohled na kostel od severu
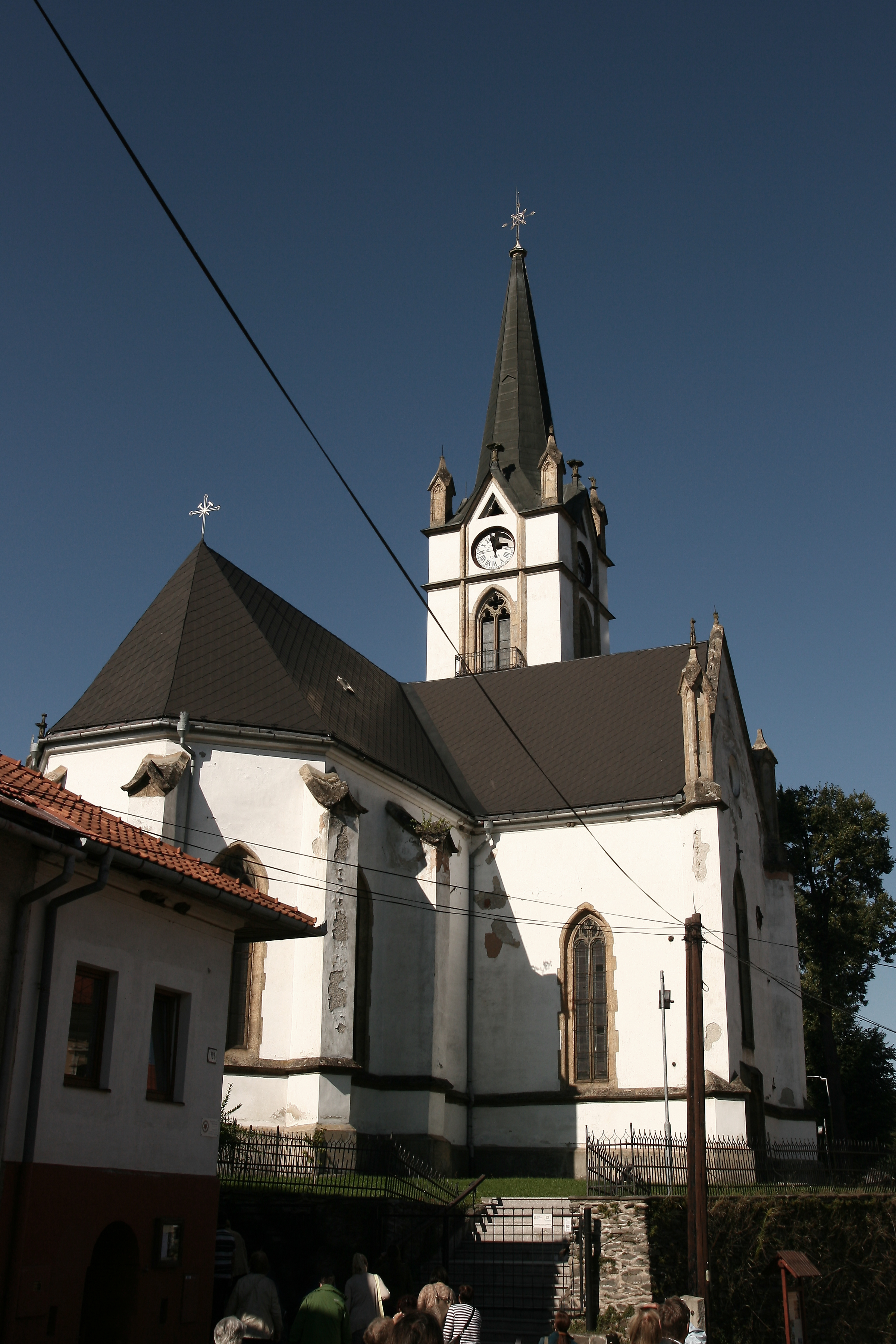
Pohled na kostel od východu
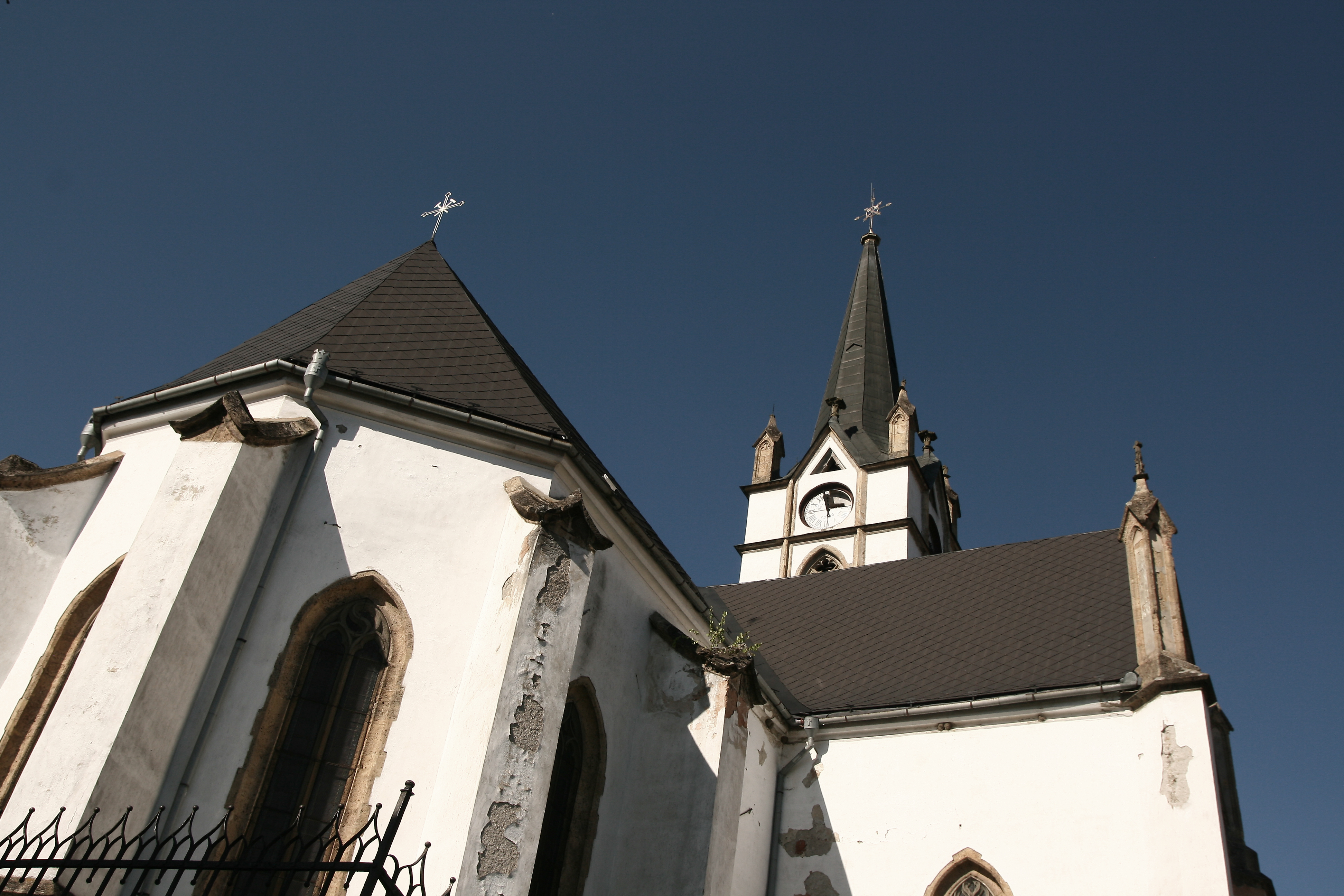
Detail exteriéru
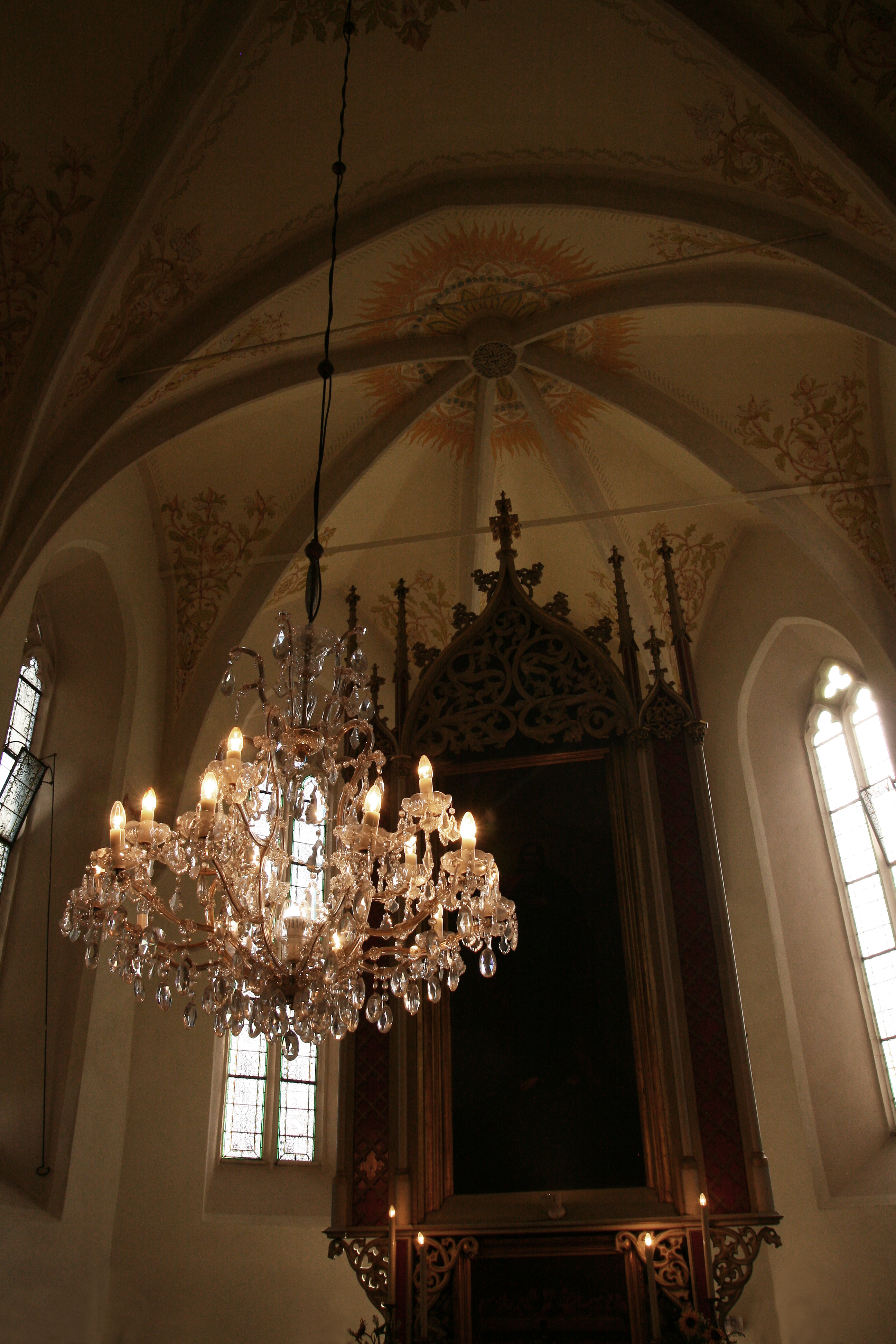
Presbytář kostela
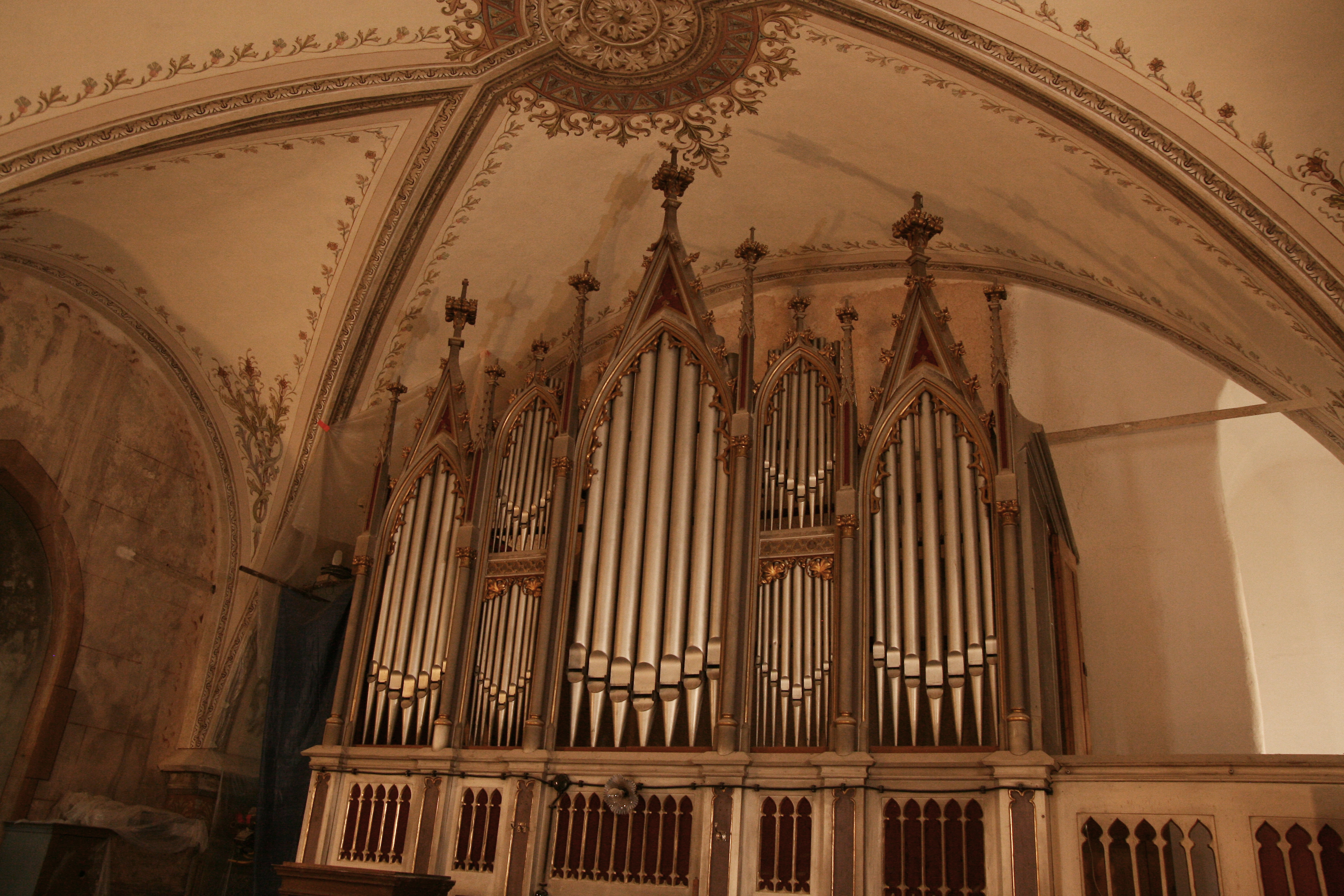
Varhany
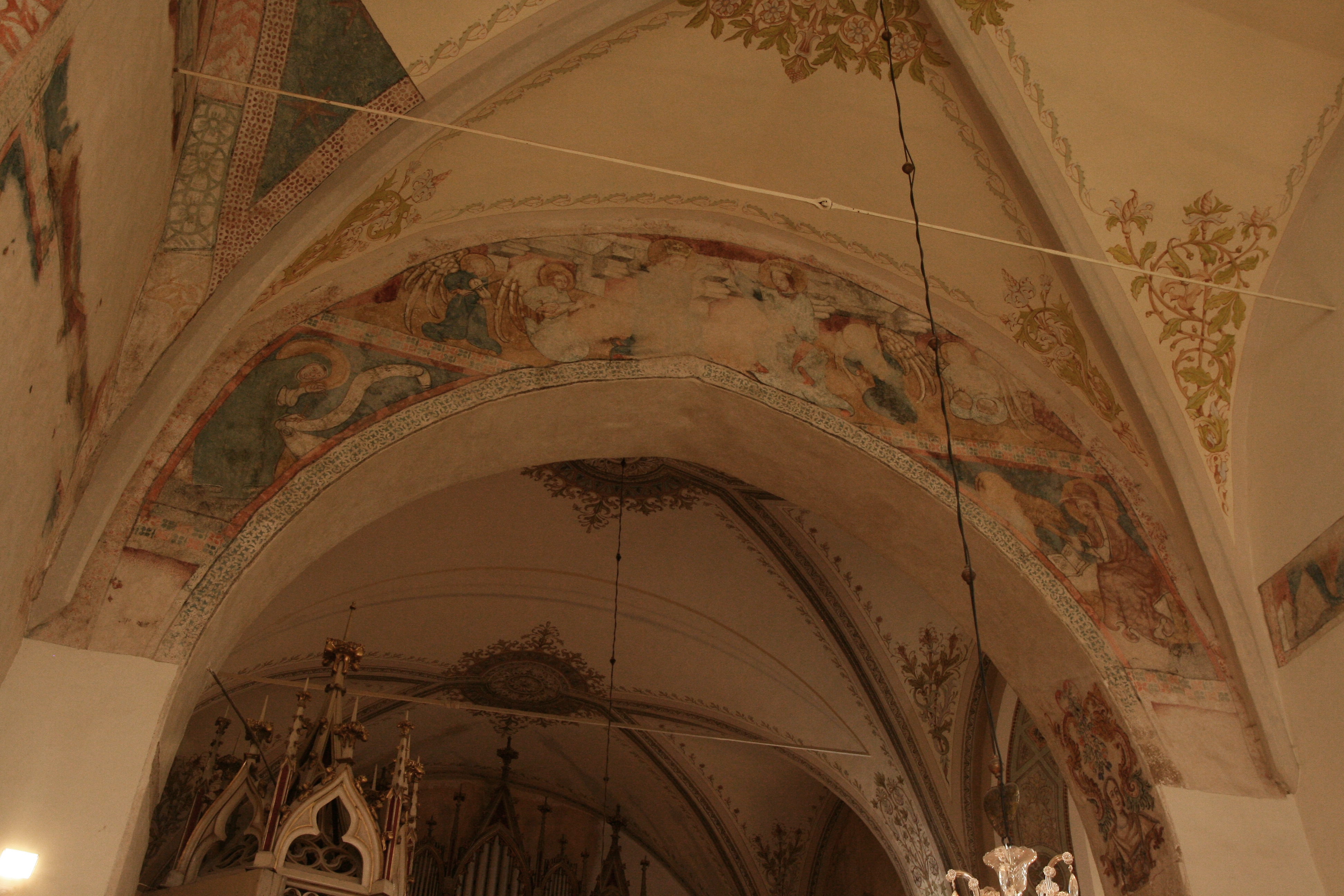
Vítězný oblouk s freskami
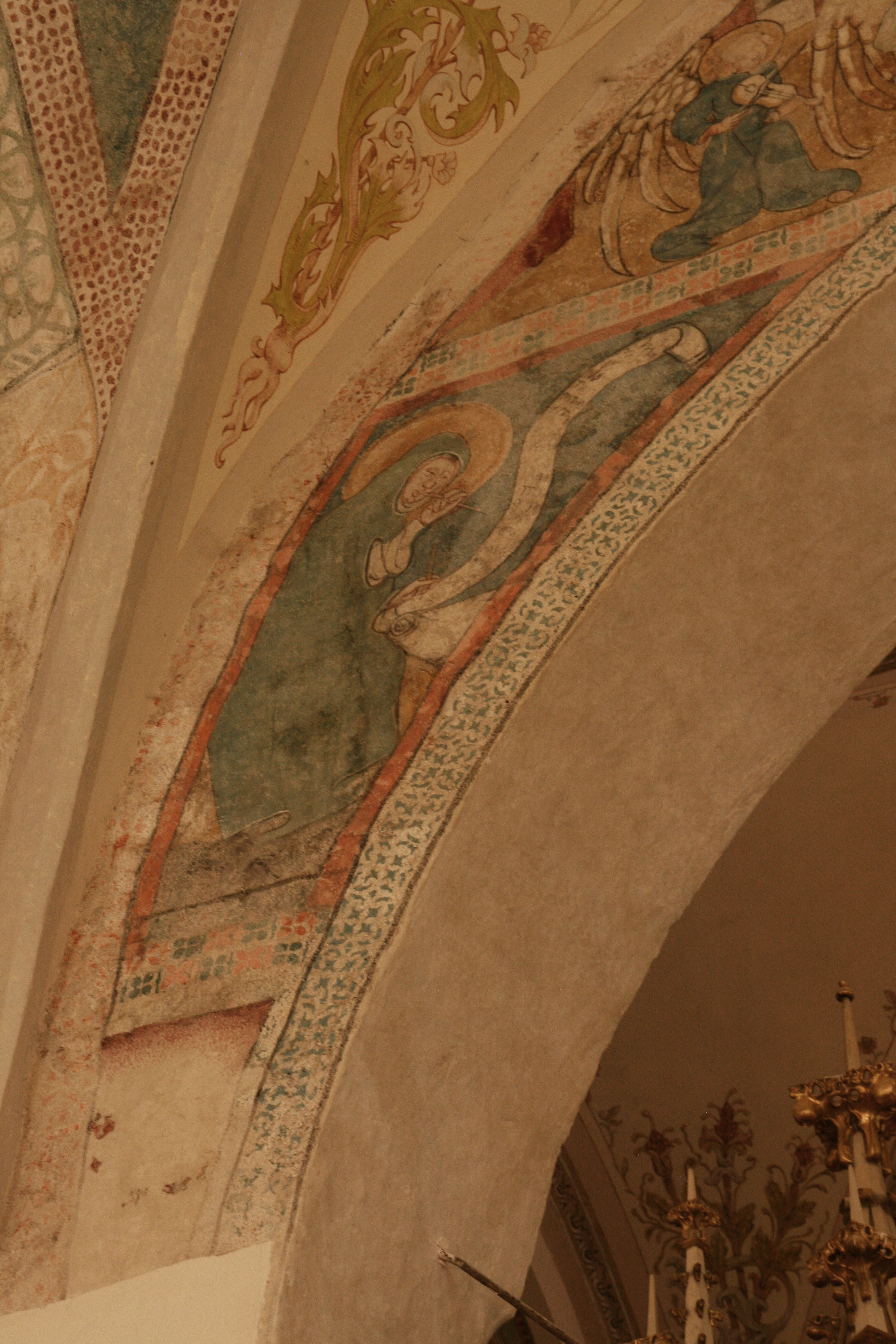
Svatá Hildegarda z Bingenu v mnišském oděvu
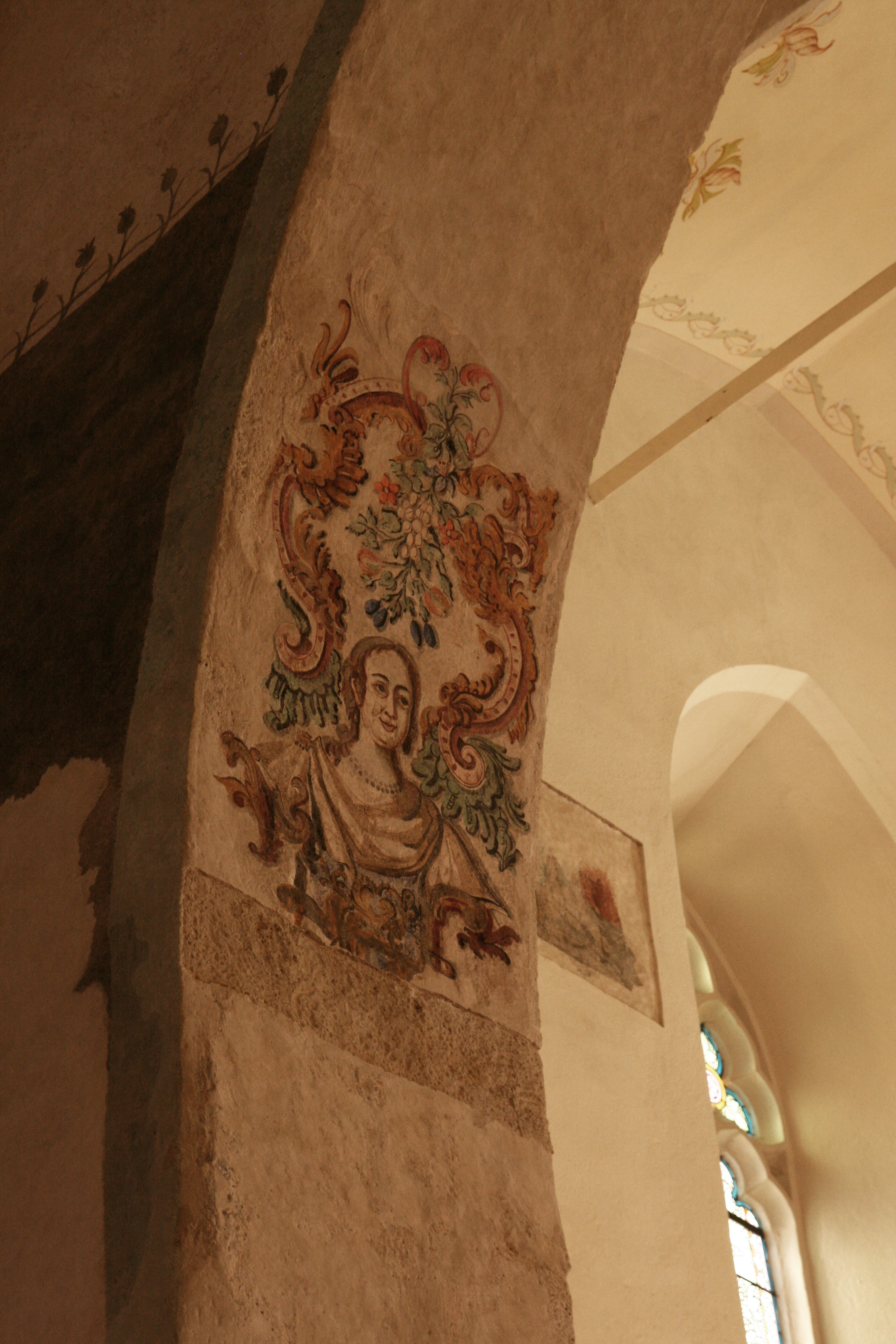
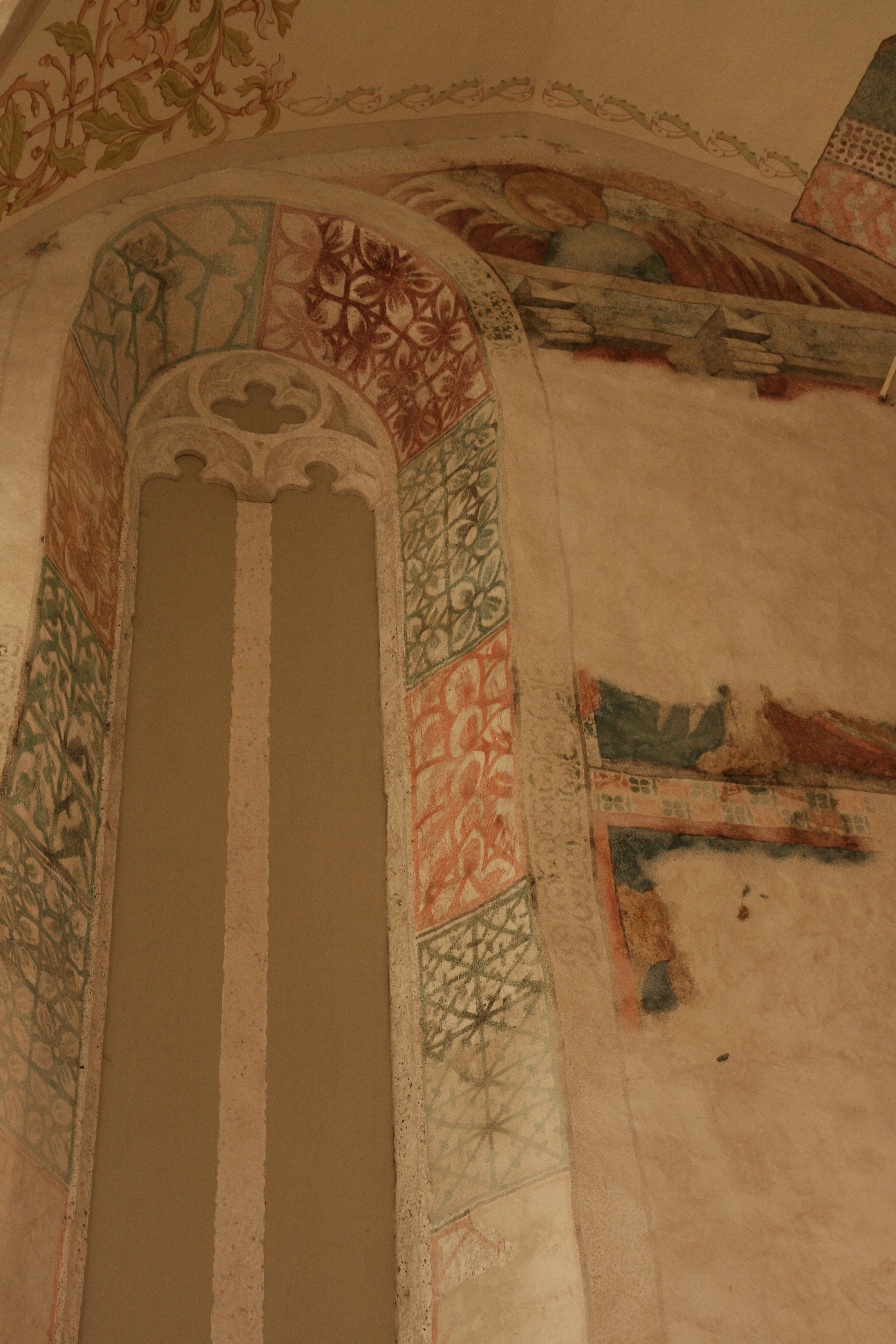
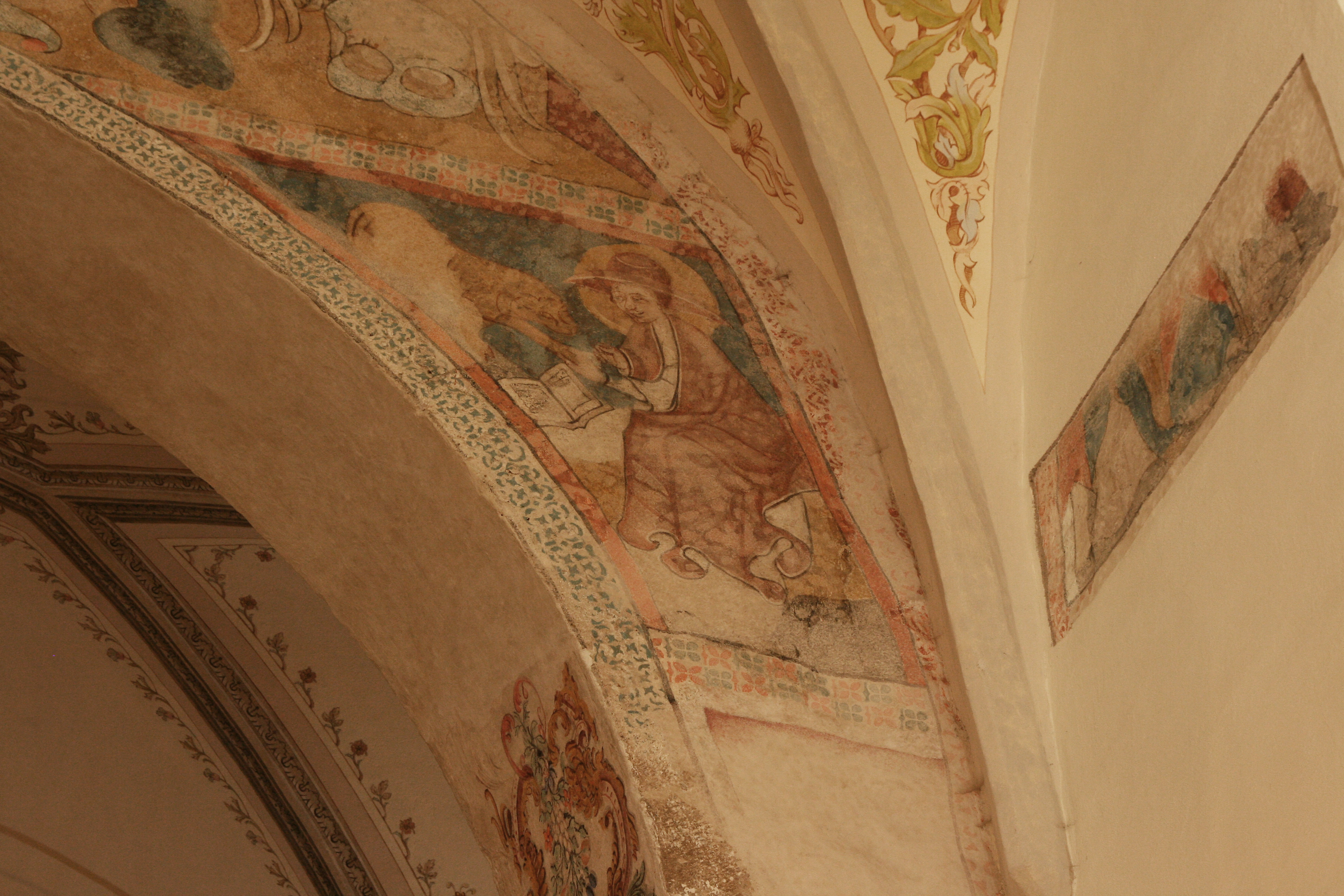
Svatý Jeroným v kardinálském klobouku